# آکمار (آلاباما)
آکمار (به انگلیسی: Acmar) یک منطقهٔ مسکونی در ایالات متحده آمریکا است که در آلاباما واقع شده‌است. آکمار ۲۴۵٫۰۶ متر بالاتر از سطح دریا قرار دارد.